# Moritz Gottwald
Moritz Gottwald (* 1988 in Halle (Saale)) ist ein deutscher Theater- und Filmschauspieler.

## Leben und Wirken
Gottwald schauspielerte schon in seiner Kindheit, in seiner Jugend war er zehn Jahre im Theatersport tätig. Von 2008 bis 2012 studierte er an der Hochschule für Schauspielkunst Ernst Busch in Berlin Schauspiel. In An der Saale hell gestrandet. Ein Heimatstück im neuen theater Halle stand er 2007 erstmals in einer professionellen Produktion auf der Bühne. Seit 2011 ist Gottwald ständiger Teil des Ensembles an der Schaubühne am Lehniner Platz in Berlin. Der dortige Intendant Thomas Ostermeier sagt über ihn: Gottwald ist unverschämt begabt. Für seine außergewöhnlichen darstellerischen Leistungen an der Schaubühne wurde Gottwald 2016 von der TheaterGemeinde Berlin mit dem Daphne-Preis ausgezeichnet. 2019 war Gottwald mit dem Stück Jugend ohne Gott Gast bei den Salzburger Festspielen.
Seit 2019 ist Gottwald auch als Filmdarsteller präsent, sein Debüt hatte er in dem für die ARD produzierten Fernsehfilm Der Feind.

## Theatrografie (Auswahl)
- 2008: Exit, Neues Theater Halle, Regie: Yves Hinrichs
- 2010: hamlet ist tot. keine schwerkraft, Deutsches Theater Berlin, Regie: Alexander Riemenschneider
- 2011: Edward II, Schaubühne, Regie: Ivo van Hove
- 2012: Also sprach Zarathustra, Schaubühne, Regie: Patrick Wengenroth
- 2013: Romeo und Julia, Schaubühne, Regie: Lars Eidinger
- 2013: Draußen vor der Tür, Schaubühne, Regie: Volker Lösch
- 2014: Die Ehe der Maria Braun, Schaubühne, Regie: Thomas Ostermeier
- 2015: Ungeduld des Herzens, Schaubühne, Regie: Simon McBurney
- 2016: Professor Bernhardi, Schaubühne, Regie: Thomas Ostermeier
- 2018: Shakespeare’s Last Play, Schaubühne, Regie: Bush Moukarzel, Ben Kidd
- 2019: Abgrund, Schaubühne, Regie: Thomas Ostermeier

## Filmografie (Auswahl)
- 2019: Der Feind
- 2020: Schwesterlein

## Hörspiele (Auswahl)
- 2000: Martha Grimes: Inspektor Jury steht im Regen (Colin) – Regie: Hans Gerd Krogmann (Hörspielbearbeitung, Kriminalhörspiel – MDR)
- 2015: Dirk Josczok: Kommissar Magnus (5. Folge: Verräter) (Straffe) – Regie: Beatrix Ackers (Original-Hörspiel, Kriminalhörspiel – Deutschlandradio)
- 2016: Mareike Maage: K für Kunst (Aisstent) – Regie: Mareike Maage (Original-Hörspiel – RBB)